# Sankt Knuds Kirke (Bramming)
 For alternative betydninger, se Sankt Knuds Kirke. (Se også artikler, som begynder med Sankt Knuds Kirke)
Sankt Knuds Kirke er en tufstenskirke bygget ca. 1200 i romansk stil beliggende i Bramming Sogn.
Man har fundet rester af et brandlag, måske fra en ældre trækirke. Våbenhuset og tårnet er senere tilbygninger i sengotisk stil fra starten af 1500-tallet, hvor også de øverste dele af murene blev bygget i munkesten. I 1674 blev tårnet beskadiget af et lynnedslag. Man mener at tårnets nuværende spir er fra 1767. I kirken er der talrige mindesmærker over herremændene på Bramming Hovedgård.
Kongen solgte i 1679 Bramming Kirke til Johan Rantzau. Kirken hørte under Bramming Hovedgård til 1873, hvor den solgtes til sognet beboere. I 1914 blev kirken selvejende. Fra 1669 til 1903 var sognet anneks til Darum og delte præst med denne. I lang tid havde kirken heddet Bramming Kirke, men med opførelsen af Sankt Ansgar Kirke i 1915, gentog man det gamle middelaldernavn. At kirken skulle være viet til Sankt Knud kan dog kun spores tilbage til 1734, men formodes at være fra middelalderen.
Over våbenhusets dør er to bygningstavler opsat af Christian Carl Gabel fra 1734 og 1739. Det øverste forestiller to våbenskjolde for Gabel og hans anden hustru Anne Benedicte Steensen. Med dannebrogsordenen nederst.
Under kirken er en krypt, hvor Kai Lykke ligger begravet.

## Inventar
Af inventar skal især nævnes et sjælden fontelåg fra omkring 1525-50. Et sjældent oliegemme -Chrismatorium – fra 1200-tallet, som i dag opbevares på Nationalmuseet. Olie bliver brugt til flere ritualer i den katolske kirke. Oliegemmet har tre rum til hver sin olie. Med indskrift står der: til syge og døende, til dåb og konfirmation og til personer og genstande.
Der er flere epitafier over herremænd på Bramming Hovedgård: Dorothea Rantzau, en stor obeliksagtig over Christian Carl Gabel, Christian Wormskjold og hustru Ingeborg Christiane Teilmann og Termann Øllgaard.
Kirkeskibet er en navnløs skonnertbrig, der er bygget ca. 1936 af overportør N.C. Nielsen i Bramming. Den blev bortloddet til fordel for en juleindsamling, og sidenhen skænket kirken af gårdejer Hans P. Jensen, der havde købt den af vinderen. Den blev ophængt den 29. august 1948 ved høstgudstjenesten.

## Eksterne kilder og henvisninger
- Sankt Knuds Kirke hos KortTilKirken.dk
- Bramminge Skt. Knuds Kirke i bogværket Danmarks Kirker (udg. af Nationalmuseet)